# Euchorthippus aquatilis
Euchorthippus aquatilis är en insektsart som beskrevs av Zhang, Fengling 1994. Euchorthippus aquatilis ingår i släktet Euchorthippus och familjen gräshoppor. Inga underarter finns listade i Catalogue of Life.